# Kapitan żeglugi wielkiej
Kapitan żeglugi wielkiej – najwyższy stopień w marynarce handlowej, oficer pokładowy, kierownik statku morskiego bez ograniczeń pojemnościowych (BRT) uprawiającego żeglugę wielką (międzynarodową).
Aby uzyskać dyplom kapitana żw, należy:
- posiadać dyplom starszego oficera pokładowego na statkach o pojemności 3000 BRT i powyżej, dodatkową 12-miesięczną praktykę pływania na stanowisku starszego oficera pokładowego na morskich statkach handlowych o pojemności 3000 BRT i powyżej w żegludze międzynarodowej oraz złożyć egzamin na to stanowisko, albo
- posiadać dyplom kapitana na statkach o pojemności od 500 do 3000 BRT, dodatkową 6-miesięczną praktykę pływania na stanowisku starszego oficera pokładowego na morskich statkach handlowych o pojemności 3000 BRT i powyżej w żegludze międzynarodowej oraz złożyć egzamin na to stanowisko.

Oprócz stopnia kapitana żeglugi wielkiej istnieją jeszcze stopnie m.in.:
- kapitana na statkach o pojemności od 500 do 3000 BRT
- kapitana żeglugi przybrzeżnej na jednostkach o pojemności brutto do 500 BRT.